# Guerra de los Mascates
La guerra de los Mascates, que tuvo lugar de 1710 a 1711 en la entonces Capitanía de Pernambuco (en la región Nordeste de Brasil), es considerada como un movimiento nativista por la historiografía brasileña.

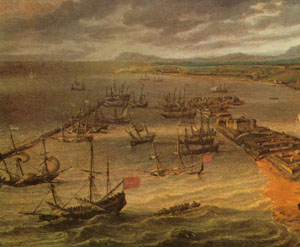
Recife en el.

En ella se enfrentaron los propietarios agrarios y de ingenios pernambucanos, concentrados en la ciudad de Olinda, y los comerciantes portugueses de la ciudad de Recife, denominados peyorativamente mascates por los primeros.

## Antecedentes
Después de la expulsión de los holandeses del Nordeste de Brasil, la economía de la región, dependiente de la manufactura del azúcar, estaba sin dinero para la inversión en plantaciones, equipamiento y mano de obra esclava. Con el declinar de los precios del producto en el mercado internacional, debido a la competencia del azúcar producido en las Antillas, entró en una profunda crisis. 
Necesitando dinero, los señores de los ingenios tuvieron que pedir prestado a los comerciantes de Recife, los cuales cobraban altos intereses, lo que se tradujo en un progresivo aumento de sus deudas.
Endeudados y dependientes económicamente de los comerciantes portugueses, los latifundistas pernambucanos no aceptaron la emancipación político-administrativa de la ciudad de Recife, hasta entonces subordinada a Olinda. La emancipación de Recife fue percibida como una agravante de la situación de los endeudados latifundistas ante sus acreedores, la burguesía comercial portuguesa, que, gracias a ese mecanismo (la emancipación de la villa donde vivían) se pusieron en situación de igualdad política.

## El movimiento
En febrero de 1710, poco después de recibir la Carta Regia que elevó el poblado a la condición de villa, los comerciantes inauguraron la picota y el terreno de la Cámara Municipal, separando formalmente Recife de Olinda, la sede de la capitanía. La aristocracia rural pernambucana reaccionó atacando Recife, bajo el mando de Bernardo Vieira de Melo y de Leonardo Bezerra Cavalcanti. El gobernador de la capitanía, Sebastião de Castro Caldas Barbosa, ligado a los mascates, huyó hacía Bahía, dejando el gobierno en las manos del obispo Manuel Álvares da Costa Claumann. Los mascates contraatacaron en 1711, invadiendo Olinda y provocando incendios y destrucción en las villas y haciendas próximas.
El nombramiento de un nuevo gobernador, Felix José de Mendonça, y el refuerzo de tropas portuguesas mandadas de Bahía pusieron fin a la guerra. La burguesía mercantil recibió el apoyo de la metrópoli, y Recife mantuvo su autonomía. Sin embargo, el sentimiento autonomista y antilusitano de los pernambucanos, que venía desde la lucha contra los holandeses, se intensificó aún más en el pueblo, resurgiendo años después en la Revolución Pernambucana de 1817 y en el movimiento revolucionario de la Confederación del Ecuador de 1824.